# Hr. Ms. De Ruyter (1935)
Hr. Ms. De Ruyter byl lehký křižník nizozemského královského námořnictva. Křižník byl pojmenován po významném nizozemském admirálovi, který se jmenoval Michiel de Ruyter. Byla sedmou lodí tohoto jména.

## Stavba

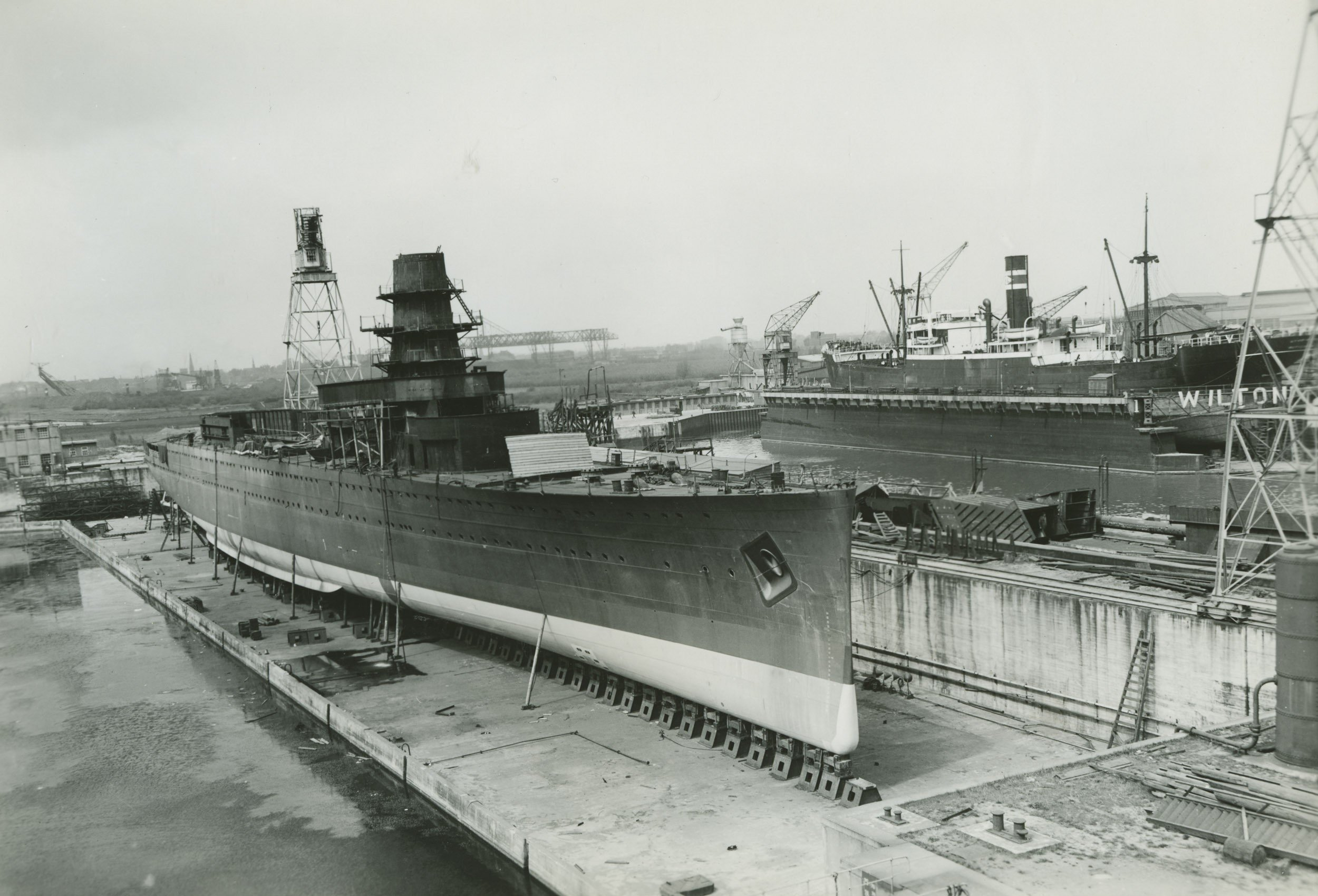
De Ruyter během stavby

De Ruyter byl postaven jako náhrada za lehký křižník Hr. Ms. Celebes, plánovaný třetí jednotku třídy Java, jejíž stavba byla po první světové válce stornována. Cílem bylo mít v operační službě tři křižníky, aby vždy dva sloužily v Nizozemské východní Indii, zatímco třetí bude v doku v opravě. Křižník De Ruyter byl projektován v době světové hospodářské krize a silného pacifismu. Vzhledem k finančním problémům země byl vyprojektován jako 5000tunová loď se slabou pancéřovou ochranou a výzbrojí šesti 150mm kanónů. Později byla ještě přidána dělová věž s jedním 150mm kanónem a zároveň bylo zesíleno pancéřování. Plavidlo bylo určeno především pro obranu Nizozemské východní Indie, kde mělo podporovat křižníky starší třídy Java. Přes určitá vylepšení se úspory na kvalitách třídy De Ruyter projevily a loď měla, na standard lehkých křižníků své doby, příliš slabou výzbroj i pancéřování. Naopak měla kvalitní systém řízení palby.
Stavět se De Ruyter začal 16. září 1933 v loděnici Wilton Fijenoord v Schiedamu. Na vodu byl spuštěn 11. května 1935. Námořnictvo jej převzalo 3. října 1936. Jeho prvním velitelem se stal kapitán A. C. van der Sande Lacoste.

## Služba

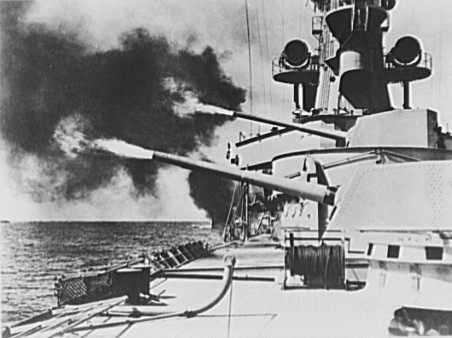
Přední dělové věže křižníku De Ruyter

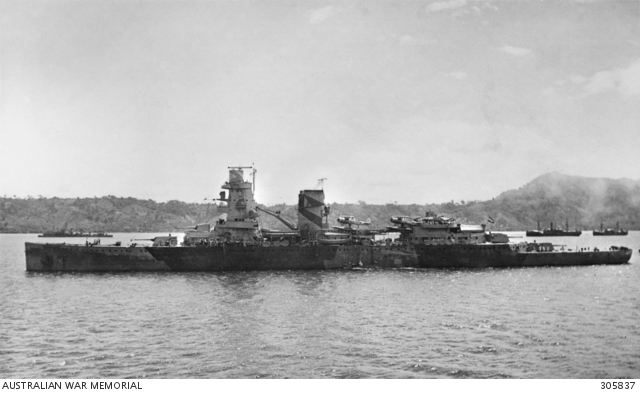
De Ruyter za druhé světové války

Od počátku druhé světové války sloužil De Ruyter v Nizozemské východní Indii. Po vypuknutí války s Japonskem se účastnil několika marných pokusů o zastavení japonské invaze. Od 3. února 1942 byl De Ruyter vlajkovou lodí eskadry americko-britsko-nizozemsko-australských společných spojeneckých sil (ABDA).
- 4. února 1942 se zúčastnil bitvy v Makassarském průlivu, ve které byl lehce poškozen leteckým útokem.
- 19. února 1942 se zúčastnil bitvy v Badungském průlivu.
- 27. února 1942 se zúčastnil bitvy v Jávském moři, ve které byl potopen.

Do bitvy v Jávském moři vstoupil De Ruyter jako vlajková loď nizozemského kontradmirála Doormana, který velel eskadře společných spojeneckých sil. Tato eskadra (2 těžké, 3 lehké křižníky a 12 torpédoborců) se při pokusu o napadení japonských invazních svazů, utkala v noční bitvě s japonskou eskadrou složenou z těžkých křižníků Nači a Haguro, 2 lehkých křižníků (Džincú a Naka) a 14 torpédoborců. Po čtvré hodině odpolední začal probíhat dělostřelecký souboj. Zpočátku byl zasažen japonský křižník Nači, ale posléze se postupně začala projevovat větší zkušenost a secvičenost Japonců.  Okolo půlnoci byl De Ruyter zasažen torpédem a ve 2:30 se potopil i s 345 námořníky na palubě, včetně kontradmirála Doormana.

## Vrak
Vrak byl nalezen 1. prosince 2002 v hloubce 69 metrů týmem potápěčů, který pátral po HMS Exeter. 15. listopadu 2016 oznámilo nizozemské ministerstvo obrany, že nadací Karla Doormana (Karel Doorman Fonds) financovaná výprava za účelem nafilmování a vyznačení polohy vraku před 75. výročím bitvy zjistila, že vrak zmizel. Za jeho nelegální likvidací stojí pravděpodobně sběrači kovů.